# ابن البطريق الحلي
الحافظ أبو الحسين يحيى بن الحسن بن الحسين الأسدي الحلّي المعروف بـابن البَطريق الحِلّي (1138 - 1204) فقيه شيعي جعفري وشاعر عراقي من أهل القرن السادس الهجري/ الثاني عشر الميلادي. ولد بالحلة وسمع الحديث الكثير وسافر إلى بلدان،‌ وسمع عليه أهلها عدة كتب من تصنيفه وتصنيف غيره. كان عالماً فقيهاً وإماماً في مذهب الشيعة الاثنا عشرية وشاعراً أديباً. سكن بغداد مدة ونزل بواسط، وسافر إلى حلب. له عدة مؤلفات حول الأئمة الاثنا عشر وأشعار في مدحهم، منهم مدة عيون صحاح الأخبار في مناقب إمام الأبرار واتّفاق صحاح الأثر في إمامة الأئمّة الإثني عشر والردّ على أهل النظر في تصفّح أدلّة القضاء والقدر وغيره. توفي في مسقط رأسه.

## نسبه
يحيى بن الحسن بن الحسين بن علي بن محمد -ويلّقبُ البطريق - ابن نصر بن حمدون بن ثابت بن مالك بن ليث بن عامر بن غنم بن فهر بن دلجَة بن بشر بن معاوية بن بدر بن ثعلبة بن حبال بن نصر بن سُواة بن سعد بن مالك بن ثعلبة بن دَوَدان بن أسد بن خُزيمة بن مُدركة بن الياس بن مضر بن نزار بن معد بن عدنان؛ أبو الحسين، وأبو زكريا الأسدي.

## سيرته
ولد ابن البطريق الحلي بالحلة سنة 533 هـ. قرأ على الحمصي الفقه والكلام على مذهب الإمامية وتعلم النحو واللغة والنظم والنثر وجد حتى صار مفتي أهل محلته، وسكن بغداد مدة ثم واسط وكان يتزهد ويتنسك. من شيوخه محمّد بن علي بن شهر آشوب المازندراني ومحمّد بن علي الطبري ومن تلامذته محمّد بن عبد الله بن علي بن زهرة الحلبي وابنه، علي بن يحيى الأسدي الحلّي وعلي بن يحيى بن علي الخيّاط ومحمّد بن أبي هاشم العلوي وغيرهم.
توفي في شعبان 600 هـ / أبريل 1204 م بالحلة.

## مؤلفاته
- العمدة من صحاح الأخبار في مناقب إمام الأبرار علي بن أبي طالب وصي المختار وعلى الأئمة من ذريته الأطهار، أو عمدة عيون صحاح الأخبار في مناقب إمام الأبرار
- اتّفاق صحاح الأثر في إمامة الأئمّة الإثني عشر
- خصائص الوحي المبين في مناقب أمير المؤمنين
- تصفّح الصحيحين في تحليل المتعتين
- عيون الأخبار
- رجال الشيعة
- نهج العلوم إلى نفي المعدوم، المعروف بسؤال أهل حلب.
- الردّ على أهل النظر في تصفّح أدلّة القضاء والقدر
- مُستدرك المختار في مناقب المختار، استخرجه من المسانيد الصحاح المؤلَّفة. تكلّم على الأحاديث ومعاني الآيات، وفصَّله فصولاً، وأضاف إلى ذلك مقطعات حساناً من شعره في مدح علي بن أبي طالب كإمام الأول عند الشيعة اثنا عشرية.